# Resolució 1035 del Consell de Seguretat de les Nacions Unides
La Resolució 1035 del Consell de Seguretat de les Nacions Unides fou adoptada per unanimitat el 21 de desembre de 1995. Després de recordar la Resolució 1031 (1995) i l'acord de Dayton, el Consell va autoritzar l'establiment d'una força de policia civil de les Nacions Unides, conegut com a International Police Task Force (IPTF) per dur a terme tasques de conformitat amb l'acord. Formava part de la Missió de les Nacions Unides a Bòsnia i Hercegovina.
L'IPTF es crearia per un període d'un any a partir de la transferència d'autoritat de la Força de Protecció de les Nacions Unides a la multinacional IFOR. La IPTK i l'oficina civil estarien sota l'autoritat del Secretari General amb l'orientació de l'Alt Representant per Bòsnia i Hercegovina. Es va demanar al Secretari General que presentés informes sobre el treball de l'IPTF i l'oficina civil cada tres mesos.
La IPTF tindria una força inicial de 1.721 individus de conformitat amb l'informe del secretari general Boutros Boutros-Ghali.